# 藤沢美月
藤沢 美月（ふじさわ みつき）は日本の女性声優。主にアダルトゲームに声をあてている。

## 出演作品
太字は主役・メインキャラクター

### ゲーム

#### 2005年
- カスタム隷奴III

#### 2006年
- 逃亡者 毒島音露 〜強制発射、囚われた乗客編〜（学生B）[1]
- ペルソナドライバー 霊姫（菜波摩利香）[2]

#### 2007年
- 家政夫鬼平 〜潜入!未亡人一家女体まみれ〜（野々宮唯）[3]
- 汁だく接待おかわり一杯目 〜過去の蜜はどんな味?編〜（学生B）

#### 2008年
- 学園クラブトライアングル 〜制服と処女と甘い香り〜（月丘瑠璃）[4]
- 姉妹輪舞（My Sweet Home 2）（桜川結菜）[5]
- 汁だく接待 おかわり二杯目 〜命短し、犯せよ乙女!編〜（皆篠涼子）[6]

#### 2009年
- 催眠学級（菊水滅子）[7]
- 絶対凌域! 〜時を止めるレイプ魔〜（大庭ひなた、早瀬鈴見、神田品子）[8]

#### 2011年
- 姦淫特急 松葉 〜肉欲のグルメ紀行〜（姫島小町）[9]